# أتشويفو

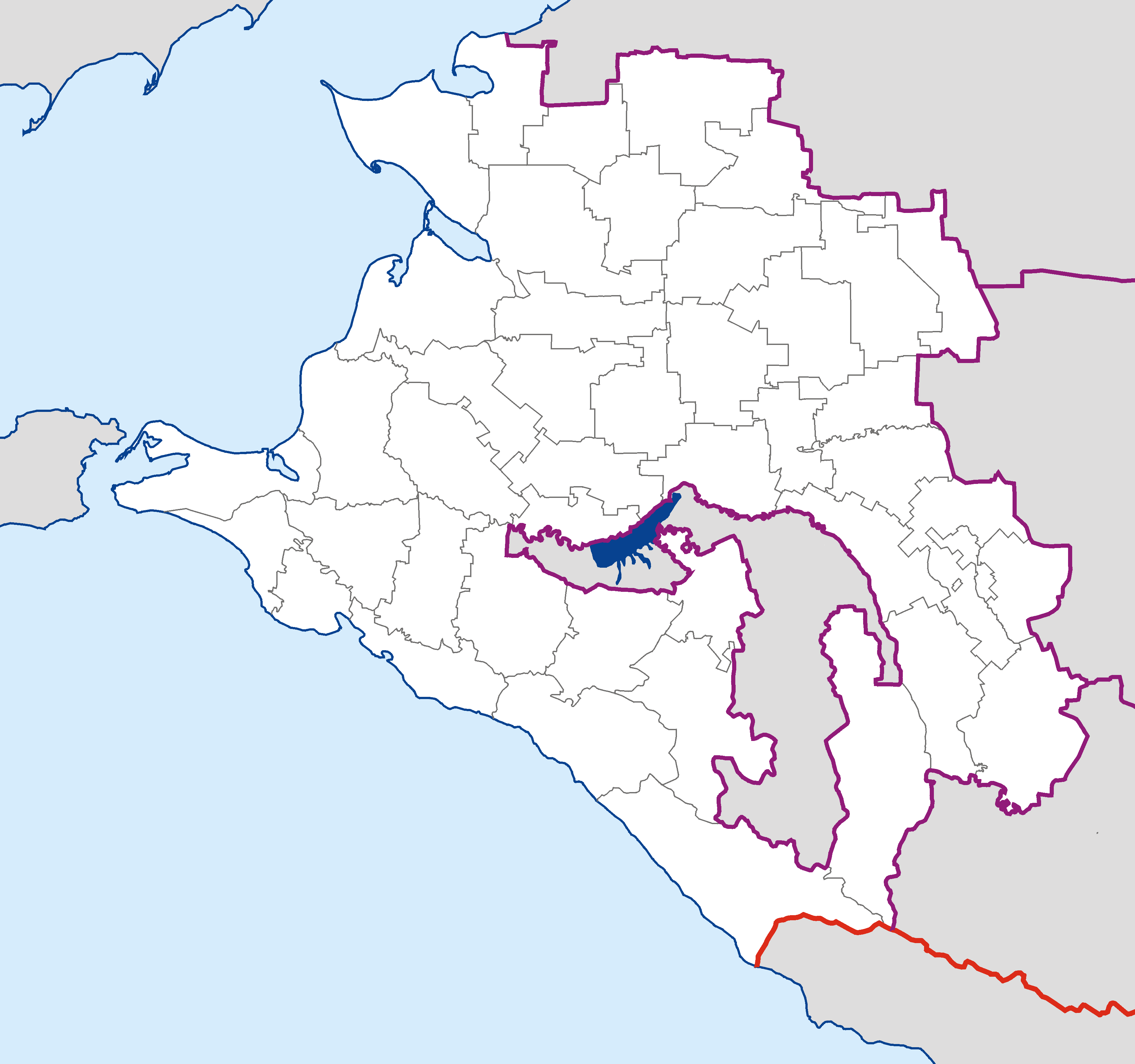
أتشويفو

أتشويفو (بالروسية: Ачуево) هي مدينة في مقاطعة كراسنودار كراي في روسيا.